# Fort C. F. Smith (Montana)
Fort C. F. Smith est un ancien poste militaire de la US Army établi en 1866 dans le Territoire du Montana. Avec Fort Reno et Fort Phil Kearny, Fort C. F. Smith était destiné à protéger les convois d'émigrants empruntant la piste Bozeman des attaques des Indiens des Plaines. Il est abandonné en 1868 en conséquence de la signature du traité de Fort Laramie de 1868 et incendié peu après par les Sioux.
Initialement désigné sous le nom de Fort Ransom, il a été renommé Fort C. F. Smith en hommage au brigadier général Charles Ferguson Smith.